# Cukr (film)
Cukr (v originále Le Sucre) je francouzský hraný film z roku 1978, který režíroval Jacques Rouffio podle stejnojmenného románu Georgese Conchona. Snímek měl světovou premiéru 15. listopadu 1978.

## Děj
Film vypráví o případu podvodu založeného na spekulativní bublině na trhu futures se surovinami, v tomto případě cukru v roce 1974. Malý střadatel Adrien Courtois přijde při spekulacích o celé dědictví své manželky. Vikomt Raoul-Renaud d'Homécourt de la Vibraye je  bezohledný makléř. Mezi těmito dvěma rozdílnými muži se zrodí přátelství.

## Obsazení
| Jean Carmet         | Adrien Courtois                               |
| Gérard Depardieu    | Raoul-Renaud vikomt d'Homecourt de la Vibraye |
| Nelly Borgeaud      | Hilda Courtois                                |
| Roger Hanin         | Roger Karbaoui                                |
| Marthe Villalonga   | paní Karbaoui                                 |
| Michel Piccoli      | Grezillo                                      |
| Claude Piéplu       | Bérot                                         |
| Tony Taffin         | Flanqué, ředitel burzy                        |
| Pierre Vernier      | Latoussaint, bankéř                           |
| Georges Descrières  | Vandelmont                                    |
| Jean-Paul Muel      | Pergamont                                     |
| Jean-Claude Dreyfus | Mimine                                        |
| Jean Champion       | ministr obchodu                               |
| Maurice Chevit      | pan Lomont                                    |
| Mathé Souverbie     | paní Lomont                                   |
| Etienne Draber      | doktor, který prodělal peníze                 |
| Georges Conchon     | ředitel daňového úřadu                        |

## Ocenění
- César: nominace v kategoriích nejlepší původní scénář nebo adaptace (George Conchon, Jacques Rouffio), nejlepší herec (Gérard Depardieu, Jean Carmet), nejlepší herec ve vedlejší roli (Jean Carmet), nejlepší herečka ve vedlejší roli (Nelly Borgeaud)